# Nannophaedusa
Nannophaedusa is een geslacht van weekdieren uit de  familie van de Clausiliidae.

## Soort
De volgende soort is bij het geslacht ingedeeld:
- Nannophaedusa acicula H. Nordsieck, 2012